# Eugène Daguin
Pour les articles homonymes, voir Daguin.
Eugène Daguin, né le 18 juin 1849 à Cours-les-Barres (Cher), décédé le 27 juillet 1888 à Paris, est un ingénieur français connu pour l'invention d'une des premières machine à oblitérer, connue comme la machine Daguin.

## Biographie
Gadzart, il est diplômé en 1865 de l'École nationale supérieure d'arts et métiers de Châlons-en-Champagne.
Au début des années 1880, il se consacre à l'invention d'un mécanisme pour aider les employés des postes françaises à oblitérer et timbrer les lettres en un seul coup au lieu de deux coups de tampons (respectivement, un pour annuler la valeur du timbre-poste, l'autre pour dater la lettre). Après un premier brevet déposé en juin 1881 d'un engin proche d'une machine à coudre, il crée ce qui va être connue comme la « machine Daguin » par le brevet du 30 septembre 1882 complété trois fois en 1883 grâce à des essais dans un bureau de poste.
La machine est adoptée par l'administration des postes et entre en fonction à Paris en juin 1884, puis dans le reste du pays en septembre suivant. Son succès est important jusqu'à ce que des machines à oblitérer électriques et automatisées la concurrencent au début des années 1900. Grâce à une politique d'acceptation de la publicité sur les flammes d'oblitération françaises à partir de 1923, la carrière de la machine Daguin perdure jusqu'aux années 1960.
Cependant, Daguin meurt dès 1888 à l'âge de 39 ans.